# Panthrakikos FC
O Panthrakikos Football Club é um clube profissional de futebol da cidade de Komotini, Trácia, Grécia, fundado em 1963, atualmente disputa a Segunda Divisão grega.
O nome do clube é derivado da sua região. "Pan" em grego equivalente a palavra "todos" e "thrakis" ao povo da região da Trácia, ou seja, Panthrakikos é o time de todos os trácios.

## História

### Inicio
O clube nasceu após as fusões dos times de Komotini "Orpheas Komotinis" e "Athlitiki Enosis Komotinis", em 1969 ingressou a Segunda Divisão Grega ficando até 1983, caindo para a terceira (Gama Ethnik) e 1987 para a quarta divisão Delta Ethinik, ainda teve duas fusões na década de 90, com Xylagani e Aegiros, e de 1998 até 2001, ficou sem disputar competições de nível nacional.

### Anos 2000
Esse inóspito tempo, de três anos, levou a participação das pessoas da cidade de Komotini, a reerguer o clube, e o clube, saltou da Sexta Divisão para a primeira grega, em oito anos, chegando a quarta divisão, em 2005 a terceira participação do lcube, em 2006 voltou para a segunda divisão, após duas temporadas, conseguiu alcançar a máxima série do futebol grego, na temporada 2007-2008, com a terceira participação. 
Nesta participação terminou em 11° na superliga, mantendo-se para a segunda temporada.